# PlayReady
PlayReady是由微软开发的复制保护软件，功能包括加密、输出防护和数字版权管理(DRM)，其于 2007 年 2 月发布。
PlayReady支持的标准有:CMAF、CENC、DASH、DECE、OMAP和HTML5 Media Extensions。另外，Silverlight为受 PlayReady保护的内容提供播放支持，微软还另外发布了PlayReady PC软件开发工具包。

## 引用
1. ↑  . Stories. 2007-02-12  [2022-04-28]. （原始内容存档于2022-04-28） （美国英语）.
2. ↑  Kim, Daniel. . PallyCon. 2019-08-30  [2022-04-28]. （原始内容存档于2022-04-01） （美国英语）.
3. ↑  . www.microsoft.com.   [2022-04-28]. （原始内容存档于2022-04-30）.
4. ↑  . www.microsoft.com.   [2022-04-28]. （原始内容存档于2022-05-04）.